# 伊達地方消防組合
伊達地方消防組合（だてちほうしょうぼうくみあい）は、福島県伊達市、伊達郡国見町、桑折町、川俣町の1市3町によって組織される一部事務組合（消防組合）である。消防本部は、伊達市保原町に置かれている。

## 沿革
- 1961年（昭和36年）

11月1日：保原町に常備消防部新設、部員5名、消防ポンプ自動車1台配置される。
- 1962年（昭和37年）

4月1日：保原町常備消防部部員1名増員、総員6名となる。
- 1963年（昭和38年）

10月25日：保原町常備消防部に小型動力ポンプ（Ｂ３級）1台配置される。
- 1966年（昭和41年）

6月1日：常備消防協議会方式による桑折町、伊達町及び国見町3町常備消防部を桑折町字堰下1番地内に新設、部員7名、消防ポンプ自動車1台配置される。
- 1967年（昭和42年）

4月12日：桑折町、伊達町及び国見町3町常備消防部に日本損害保険協会より消防ポンプ自動車1台寄贈される。
- 1969年（昭和44年）

4月1日：保原町常備消防部部員2名増員、総員8名となる。
10月1日：梁川町に役場職員併任による常備消防部新設、部員24名、消防ポンプ自動車1台配置される。
11月1日：川俣町に常備消防部新設、部員9名、消防ポンプ自動車1台配置される。
- 1970年（昭和45年）

2月1日：桑折町、伊達町及び国見町3町常備消防部部員1名増員、総員8名となる。
4月1日：川俣町常備消防部部員2名増員、総員11名となる。
- 1971年（昭和46年）

1月14日：川俣町常備消防部に日本自動車工業会より救急車1台寄贈される。
2月：消防に関する事務を共同処理するため、伊達地方消防組合の設立について、桑折町、伊達町、国見町、梁川町、保原町、霊山町及び月舘町の各町議会においてそれぞれ議決される。
3月9日：福島県知事へ伊達地方消防組合設立の許可申請をする。
4月1日：福島県指令地第572号をもって設立が許可され伊達地方消防組合が発足する。川俣町常備消防部救急業務開始。
5月1日：伊達地方消防組合に消防本部を設置する。
10月1日：消防職員採用試験を実施する。
10月21日：消防本部、中央消防署、東分署庁舎建設工事請負契約を締結する。
12月24日：消防本部に司令車1台配置する。
- 1972年（昭和47年）

3月27日：消防本部、中央消防署庁舎を保原町大字大泉字大地内93番地内に新築、また東分署庁舎を霊山町大字下小国字畑尻45番地内に新築する。
3月28日：日本損害保険協会より救急車（３Ｂ型）1台寄贈される。
4月1日：伊達地方消防組合に中央消防署を設置し、東分署、西分署、北分署を設置する。中央消防署に消防ポンプ自動車1台、救急車（３Ｂ型）1台配置、東分署、西分署、北分署に消防ポンプ自動車各1台配置し、消防救急業務を開始する。
7月15日：日本船舶振興会より救急車（２Ｂ型）1台寄贈され西分署に配置する。
8月28日：西分署、北分署庁舎建設工事請負契約を締結する。
- 1973年（昭和48年）

1月20日：中央消防署、束分署、西分署、北分署に消防ポンプ自動車各1台配置する。中央消防署、東分署に広報連絡車各1台配置する。東分署、北分署に可搬式小型動力ポンプ1台配置する。
1月30日：西分署、北分署に広報連絡車各1台配置する。
3月27日：西分署庁舎を桑折町大字上郡字楽5番地内に新築、北分署庁舎を梁川町字東塩野川63番地内に新築する。
4月1日：川俣町、飯野町が伊達地方消防組合に加入する。中央消防署に南分署を設置し、消防ポンプ自動車1台、救急車（２Ｂ型）1台をもって消防救急業務を開始する。
5月20日：南分署に広報連絡車1台配置する。
10月30日：東分署、北分署に救急車各1台配置する。
11月29日：日本自動車工業会より救急車（２Ｂ型）1台寄贈され南分署に配置する。
- 1974年（昭和49年）

3月13日：南分署に消防ポンプ自動車、可搬式小型動力ポンプ1台配置する。
3月15日：中央消防署に水槽付消防ポンプ自動車（水槽1,900ℓ、発動発電投光器、三連はしご装備）1台配置する。
3月28日：西分署に化学消防ポンプ自動車（薬液槽500ℓ、水槽1,800ℓ、低発泡及び高発泡発生放射装置、自動噴霧装置、三連はしご装備）1台配置する。
11月1日：南分署配置の消防ポンプ自動車1台を川俣町に返還する。
- 1975年（昭和50年）

1月17日：南分署に消防ポンプ自動車1台配置する。
2月13日：中央消防署に救助工作車1台配置する。
4月1日：東北高速自動車道、郡山〜白石間の開通に伴い救急業務を開始する。
11月1日：消防本部配置の司令車1台更新する。
- 1976年（昭和51年）

3月4日：西分署に救急車（２Ｂ型）1台配置する。
10月1日：消防本部に予防査察車1台配置する。
1月14日：南分署配置の救急車（２Ｂ型）1台更新する。中央消防署及び西分署に可搬式小型動力ポンプ各1台配置する。
10月27日：中央消防署及び東分署配置の広報連絡車各1台更新する。
- 1979年（昭和54年）

1月27日：西分署及び北分署配置の広報連絡車各1台更新する。
1月31日：中央消防署配置の救急車（２Ｂ型）1台更新する。
2月3日：北分署配置の消防ポンプ自動車を水槽付消防ポンプ自動車（水槽2,000ℓ、発動発電投光器、三連はしご装備）に更新する。
3月5日：北分署配置の消防ポンプ自動車1台を梁川町に譲渡する。
10月26日：中央消防署訓練場用地2,911㎡を取得拡張整備する。
10月30日：南分署配置の広報連絡車1台更新する。西分署配置の救急車（２Ｂ型）1台更新する。
12月7日：中央消防署及び西分署配置の消防ポンプ自動車各1台更新する。東分署及び南分署配置の消防ポンプ自動車を水槽付消防ポンプ自動車（水槽2,000ℓ、発動発電投光器、三連はしご装備）に更新する。
12月13日：中央消防署配置の消防ポンプ自動車を伊達町に、東分署配置の消防ポンプ自動車を霊山町に、西分署配置の消防ポンプ自動車を国見町にそれぞれ譲渡する。
12月14日：南分署配置の消防ポンプ自動車1台を飯野町に譲渡する。
- 1980年（昭和55年）

7月28日：訓練塔本体新築工事請負契約を締結する。
10月1日：南分署配置の救急車（２Ｂ型）1台更新する。
12月18日：東分署及び北分署配置の消防ポンプ自動車各1台更新する。
12月27日：東分署配置の消防ポンプ自動車1台を月舘町に譲渡する。
- 1981年（昭和56年）

1月16日：北分署配置の消防ポンプ自動車1台を梁川町に譲渡する。
1月25日：高所訓練塔、耐熱耐炎訓練塔兼補助塔を新築する。
3月31日：県消防学校へ1名派遣
7月7日：第4回福島県消防救助技術大会を中央消防署訓練場にて開催する。
11月16日：東分署及び北分署配置の救急車各1台更新する。
12月24日：中央消防署配置の消防ポンプ自動車1台更新する。
- 1982年（昭和57年）

1月18日：中央消防署配置の消防ポンプ自動車1台を保原町に譲渡する。
3月15日：中央消防署にはしご付消防ポンプ自動車（24M級）1台配置する。
3月25日：福島県共済農業協同組合連合会より救急車（２Ｂ型）1台寄贈され、西分署に配置する。
9月30日：消防本部配置の司令車、査察車各1台更新する。
- 1983年（昭和58年）

1月31日：西分署配置の救急車更新に伴い旧車両を水防用人員資器材搬送車に改造、消防本部に配置する。
2月26日：西分署及び南分署配置の消防ポンプ自動車各1台更新する。
3月10日：南分署配置の消防ポンプ自動車1台を川俣町に譲渡する。
3月11日：西分署配置の消防ポンプ自動車1台を桑折町に譲渡する。
5月30日：消防本部に事務連絡車1台配置する。
11月21日：中央消防署配置の救急車（予備車）1台更新する。
- 1984年（昭和59年）

2月2日：中央消防署配置の水槽付消防ポンプ自動車並びに西分署配置の化学消防ポンプ自動車各1台更新する。
2月24日：中央消防署配置の救急車（予備車）更新に伴い旧車両を指揮広報車に改造、消防本部に配置する。
2月25日：中央消防署配置の水槽付消防ポンプ自動車を梁川町に、西分署配置の化学消防ポンプ自動車を川俣町に譲渡する。
9月27日：中央消防署及び東分署配置の広報連絡車各1台更新する。
11月10日：中央消防署厚生室、仮眠室（72㎡）を増築する。
- 1985年（昭和60年）

3月6日：達地方消防組合並びに川俣町消防団が自治省消防長官より表彰（竿頭綬授与）される。
4月1日：伊達地方消防組合消防本部の組織に関する規則の一部を改正、消防課を警防課、予防課の2課に改組する。
6月22日：消防本部配置の査察車1台更新する。
8月20日：消防本部配置の査察車更新に伴い旧車両を照明車に改造、中央消防署に配置する。
11月19日：中央消防署配置の救助工作車1台更新する。
- 1986年（昭和61年）

2月24日：東分署、南分署及び北分署配置の小型動力ポンプ各1台更新する。
3月25日：福島県共済農業協同組合連合会より救急車（２Ｂ型）1台寄贈され、中央消防署配置の救急車を更新する。
3月31日：中央消防署配置の救急車更新に伴い旧車両を指揮広報車に改造、消防本部に配置する。
6月10日：消防本部配置の水防用人員資器材搬送車1台更新する。
7月9日：中央消防署及び西分署の小型動力ポンプ各1台更新する。
7月10日：車庫兼資材庫（鉄骨ブロック造60㎡）を新築する。
- 1987年（昭和62年）

5月15日：伊達地方消防組合消防本部並びに梁川町消防団が8.5水害救援救助活動によって福島県知事より表彰（竿頭綬授与）される。
6月8日：中央消防署に消防用トラック（２t）1台配置する。
8月31日：㈶日本消防協会より救急車（２Ｂ型）1台寄贈され、西分署配置の救急車を更新する。
12月1日：西分署配置の救急車更新に伴い旧車両を水防用人員資器材搬送車に改造、消防本部に配置する。
12月28日：南分署庁舎炊事室（9.5㎡）を増築する。
- 1988年（昭和63年）

1月25日：消防本部配置の旧水防用人員資器材搬送車1台廃車する。
8月1日：西分署及び南分署配置の広報連絡車各1台更新する。
- 1989年（平成元年）

6月29日：第12回福島県消防救助技術大会を中央消防署訓練場にて開催する。
12月15日：北分署配置の広報連絡車1台更新する。
- 1990年（平成2年）

1月31日：南分署配置の救急車1台更新する。
4月14日：週6休制実施（3部制試行）する。
10月15日：東分署及び北分署配置の救急自動車各1台更新する。
- 1991年（平成3年）

12月18日：西分署配置の救急車1台更新する。
- 1992年（平成4年）

1月16日：水槽付消防ポンプ自動車1台を梁川町に譲渡する。
2月7日：北分署配置の水槽付消防ポンプ自動車1台更新する。
12月2日：消防ポンプ自動車1台を月舘町に譲渡する。
- 1993年（平成5年）

1月29日：東分署配置の消防ポンプ自動車1台更新する。
2月14日：完全週休2日制を実施する。
3月26日：福島県共済農業協同組合連合会より救急車（２Ｂ型）1台寄贈され、中央消防署配置の救急車（予備車）を更新する。
9月30日：財団法人日本防火協会より防火広報車1台寄贈される。
- 1994年（平成6年）

3月10日：中央消防署及び北分署配置の消防ポンプ自動車各1台更新する。
4月1日：福島県消防学校に職員１名を平成８年3月31日までの期間派遣する。
9月13日：消防本部配置の司令車1台を更新し、旧車両を連絡車として消防本部に配置する。
9月30日：消防本部配置の事務連絡車1台廃車する。
- 1995年（平成7年）

1月24日：東分署配置の水槽付消防ポンプ自動車1台更新する。
7月9日：水槽付消防ポンプ自動車1台を月舘町に譲渡する。
9月13日：消防本部配置の連絡車1台廃車する。
9月26日：南分署配置の水槽付消防ポンプ自動車1台更新する。
- 1996年（平成8年）

9月20日：中央消防署及び東分署配置の広報連絡車各1台更新する。
10月14日：西分署及び南分署配置の消防ポンプ自動車各1台更新する。
10月25日：消防ポンプ自動車1台を梁川町に譲渡する。
12月25日：消防本部に事務連絡車1台配置する。
- 1997年（平成9年）

6月23日：消防本部配置の査察車1台更新する。
12月18日：中央消防署配置の救急自動車を高規格救急自動車に更新する。
- 1998年（平成10年）

4月1日：高度救急業務を開始する。福島県消防防災航空隊に職員1名を平成13年3月31日までの期間派遣する。
10月28日：中央消防署配置の水槽付消防ポンプ自動車1台更新する。
11月13日：水槽付消防ポンプ自動車1台を梁川町に譲渡する。
- 1999年（平成11年）

3月8日：西分署配置の救急自動車を高規格救急自動車に更新する。
3月30日：福島綜合警備保障株式会社より広報連絡車（トヨタカルディナバン1500cc）1台寄贈され南分署配置の広報連絡車を更新する。
11月29日：西分署配置の化学消防ポンプ自動車1台更新する。
- 2000年（平成12年）

11月28日：南分署配置の救急自動車1台更新する。
12月8日：西分署、南分署配置の高規格救急自動車1台を配置替えする。
- 2001年（平成13年）

1月10日：中央消防署配置の救助工作車1台更新する。
11月12日：西分署配置の広報連絡車1台更新する。
11月14日：東分署、北分署配置の救急自動車各1台更新する。
- 2002年（平成14年）

2月6日：消防本部配置の人員資器材搬送車1台更新する。
4月1日：福島県消防防災航空隊に職員1名を平成16年3月31日までの期間派遣する。
- 2003年（平成15年）

2月26日：北分署庁舎を梁川町希望ケ丘97番地の1に新築移転する。
6月30日：全国共済農業協同組合連合会より救急車（２Ｂ型）1台寄贈され西分署配置の救急車1台更新する。
- 2004年（平成16年）

4月1日：福島県消防学校に職員1名を平成18年3月31日までの期間派遣する。
10月23日：新潟県中越地震被災地に緊急消防援助隊福島県隊として2隊5名派遣する。
- 2006年（平成18年）

11月4日：中央消防署に指揮兼照明車1台配置する。北分署配置の広報連絡車1台更新する。
- 2006年（平成18年）

1月1日：伊達町、梁川町、保原町、霊山町、月舘町が合併し、伊達市となり、1市4町で構成する消防組合となる。
4月1日：福島県消防防災航空隊に職員1名を平成20年3月31日までの期間派遣する。
4月10日：伊達市設置に伴い、福島県知事へ伊達地方消防組合規約変更の許可申請をする。
5月1日：福島県指令北振第69号をもって規約変更が許可される。
- 2007年（平成19年）

9月5日：消防本部配置の防火広報車１台更新する。
12月22日：中央消防署配置の救急自動車（予備車）１台を高規格救急自動車に更新し、南分署に配置、南分署配置の救急自動車を中央消防署（予備車）に配置替えする。
- 2009年（平成21年）

3月27日：地方自治法の一部を改正する法律の施行により、収入役制度が会計管理者制度となったこと並びに平成20年7月1日をもって飯野町が福島市に編入合併となることに伴い、福島県知事へ伊達地方消防組合規約変更の許可申請をする。
3月31日：福島県指令北振第7028号をもって規約変更が許可される。
4月1日：福島県消防防災航空隊に職員1名を平成22年3月31日までの期間派遣する。
5月14日：東分署訓練場等拡張用地957㎡を取得する。
6月14日：岩手・宮城内陸地震被災地に緊急消防援助隊福島県隊として2隊6名派遣する。
7月1日：飯野町が福島市に編入合併したことに伴い、1市3町の消防組合となる。福島市より旧伊達郡飯野町の区域における消防事務の委託を受ける。
7月24日：岩手県沿岸北部地震被災地に緊急消防援助隊福島県隊として2隊6名派遣する。
10月31日：東分署訓練場等敷地を拡張造成する。
- 2009年（平成21年）

2月20日：財団法人日本消防協会より指揮広報車（スバルレガシー2000cc）1台寄贈される。
3月12日：財団法人日本消防協会寄贈の指揮広報車1台を消防本部に配置する。東分署配置の消防ポンプ自動車1台更新する。北分署配置の水槽付消防ポンプ自動車（圧縮泡消火システム搭載）1台更新する。
12月22日：中央消防署配置の高規格救急自動車1台及び資機材搬送車1台それぞれ更新する。
- 2010年（平成22年）

2月8日：北分署配置の消防ポンプ自動車1台更新する。
4月1日：福島県消防学校に職員１名を平成24年3月31日までの期間派遣する。
10月１日：家庭救命士制度創設。普通救命講習３回以上受講者に対し交付開始する。
- 2011年（平成23年）

3月11日：東北地方太平洋沖地震（東日本大震災）発生、警防本部を設置のうえ、全職員体制で災害に対応する。大震災に伴い、東京電力福島第一原子力発電所で事故発生、放射能漏えいが起こる。福島県広域消防相互応援協定に基づき、浜通りで応援活動を行う。
3月14日：中央消防署配置のはしご付消防自動車1台更新する。
4月22日：原発事故の影響により、川俣町山木屋地区が、隣接の相馬郡飯舘村等とともに計画的避難区域に指定され、同地区住民が避難を強いられる。以後、居住者のいない山木屋地区で想定される火災の大規模化に対応するため、火災予防巡回を展開する。
5月25日：原発事故による警戒区域等からの避難者の一時帰宅に対し、傷病者発生時対応のため平成23年8月26日まで延べ救急隊21隊及び支援隊16隊の派遣協力を行う。
- 2012年（平成24年）

2月20日：中央消防署配置の消防ポンプ自動車1台及び同配置の水槽付消防ポンプ自動車（圧縮泡消火システム搭載）1台をそれぞれ更新する。旧水槽付消防ポンプ自動車は、東分署に配置替えし、東分署の水槽付消防ポンプ自動車を、伊達市に譲渡する。
2月28日：原発事故による計画的避難区域である川俣町山木屋地区の火災対応のため、南分署の水槽付消防ポンプ自動車と北分署の水槽付消防ポンプ自動車（圧縮泡消火システム搭載）を配置替えする。
3月28日：全国共済農業協同組合連合会より高規格救急自動車1台寄贈される。
3月29日：原発事故による計画的避難区域である川俣町山木屋地区の火災対応のため、高槻市消防本部より、小型動力ポンプ付水槽車1台の無償譲渡を受ける。
4月1日：福島県消防学校に職員1名を平成26年3月31日までの期間派遣する。
4月6日：全国共済農業協同組合連合会から寄贈された高規格救急自動車を西分署、高槻市消防本部から無償譲渡された小型動力ポンプ付水槽車を南分署に配置する。
- 2013年（平成25年）

1月21日：東分署配置の高規格救急自動車1台更新する。
2月12日：南分署配置の水槽付消防ポンプ自動車1台更新する。
4月1日：福島県消防防災航空隊に職員1名を平成28年3月31日までの期間派遣する。
12月20日：南分署と東分署の広報連絡車を配置替えする。
12月25日：消防本部配置の査察車1台、中央消防署及び東分署配置の広報連絡車各1台をそれぞれ更新する。
- 2014年（平成26年）

1月10日：西分署及び南分署配置の消防ポンプ自動車各1台更新する。
1月24日：消防救急デジタル無線基地局建設工事竣工となる。消防本部配置の事務連絡車1台更新する。
3月4日：北分署配置の救急自動車1台を高規格救急自動車に更新する。
3月5日：伊達地方消防組合並びに桑折町消防団が総務省消防庁長官より表彰（竿頭綬授与）される。
5月30日：消防本部及び中央消防署庁舎並びに消防指令センター建設工事請負契約を締結する。消防救急デジタル無線指令システム整備工事請負契約を締結する。
11月25日：平成25年度原子力災害避難指示区域消防活動交付金事業により、南分署水槽車車庫を新築する。
- 2015年（平成27年）

2月6日：南分署配置の広報連絡車1台更新する。
2月12日：平成25年度原子力災害避難指示区域消防活動交付金事業により、南分署配置の小型動力ポンプ付水槽車を更新する。
3月31日：福島市との消防事務委託を廃止する。
11月8日：消防本部及び中央消防署庁舎並びに消防指令センターの部分引渡しを受け業務移転する。
11月10日：消防救急デジタル無線指令システム仮使用試験運用開始する。
12月4日：平成27年度原子力災害避難指示区域消防活動交付金事業により消防本部に人員資機材搬送車1台を配置する。
- 2016年（平成28年）

1月31日：消防救急デジタル無線指令システム整備工事竣工となる。
3月17日：消防本部及び中央消防署庁舎並びに消防指令センター建設工事竣工となる。
4月1日：再任用職員制度の運用を開始する。福島県消防学校に職員1名を平成30年3月31日までの期間派遣する。消防救急デジタル無線指令システムの本運用を開始する。
12月13日：中央消防署配置の救助工作車1台を緊急防災減災事業により更新する。
- 2017年（平成29年）

3月7日：西分署配置の化学車1台、救急車1台を緊急防災減災事業により更新する。
3月31日：原発事故の影響により、計画的避難区域に指定されていた川俣町山木屋地区の指定が解除となる。
5月2日：帰還困難区域（浪江町）内で発生した林野火災に福島県広域消防相互応援協定に基づき広域応援隊として5月10日までの9日間、延べ21隊84名の職員を派遣する。
12月4日：南分署配置の高規格救急自動車１台を更新し、旧高規格救急自動車を中央消防署（予備車）に配置替えする。
- 2019年（平成31年）

3月18日：訓練塔改修工事により長寿命化を図る。
4月1日：福島県消防防災航空隊に職員1名を平成34年3月31日までの期間派遣する。
4月5日：北分署配置の消防ポンプ自動車1台、西分署に配置換えする。
- 2019年（令和元年）

6月28日：西分署配置の消防ポンプ自動車1台廃棄する。
9月26日：中央消防署配置の救急車1台を緊急消防援助隊登録として更新する。南分署に救急車1台増車する。消防組合の救急車8台となる。
10月12日：令和元年東日本台風（台風19号）による水害により、2日間救出活動にあたる。
10月13日：令和元年東日本台風（台風19号）による水害により、救助活動中の救助工作車及び資機材搬送車が阿武隈川の増水・土砂崩れにより被害を受ける。
11月14日：川崎市消防局から救助工作車の無償譲渡を受ける。
12月10日：川崎市消防局から譲渡の救助工作車を中央消防署に配置する。
- 2020年（令和2年）

3月30日：中央消防署及び北分署の女性専用施設整備事業が完了する。
8月7日：救助工作車1台を災害復旧事業により中央消防署に配置する。
9月4日：資機材搬送車1台を災害復旧事業により中央消防署に配置する。
11月30日：中央消防署配置の救急車1台を緊急消防援助隊登録として更新する。
- 2021年（令和3年）

3月4日：西分署敷地拡張のため、用地906㎡を取得する。
9月1日：NET119緊急通報システム導入
11月1日：西分署配置の広報連絡車1台更新する。
12月24日：西分署配置の救急車1台更新する。

2022年　(令和4年)

4月1日：消防職員1名を福島県消防学校に令和7年3月31日まで派遣する。

2023年　(令和5年)

8月10日：12誘導心電図伝送システムを導入する。

2024年　(令和6年)

4月19日：国見町より高規格救急車2台の無償譲渡を受ける。
6月21日：無償譲渡を受けた高規格救急車のうち1台を消防本部に、1台を東分署に配置する。
6月21日：東分署の救急車を更新する。
7月4日：中央消防署西分署庁舎改築工事(鉄骨造地上二階造997.63㎡)竣工となる。
10月19日：福島県総合防災訓練が保原運動公園をメイン会場に伊達市で初めて開催となる。

2025年　(令和7年)

2月27日：岩手県大船渡市で発生した林野火災に緊急消防援助隊福島県大隊として3月16日までの18日間、消火隊及び後方支援隊として延べ18隊48名を派遣する。

## 組織
- 組合議会
- 監査委員
- 伊達地方消防組合（管理者、副管理者）
  - 消防本部
    - 総務課（総務係、財政係、管理係）
    - 警防課（警防係、救急係）
    - 予防課（予防係、危険物係）
    - 中央消防署（庶務係、警防係、救急係、予防係）
      - 東分署
      - 西分署
      - 南分署
      - 北分署

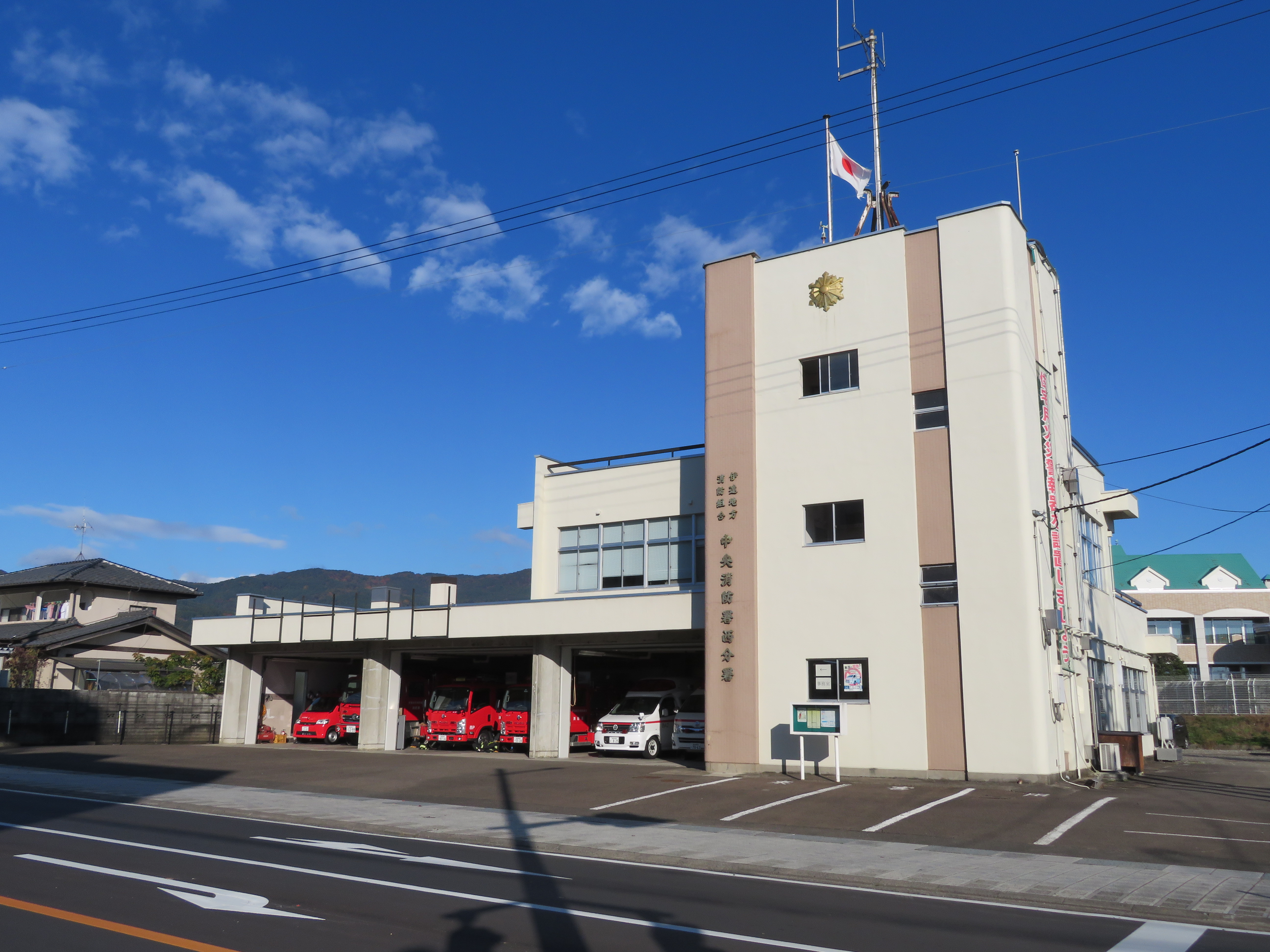
中央消防署西分署
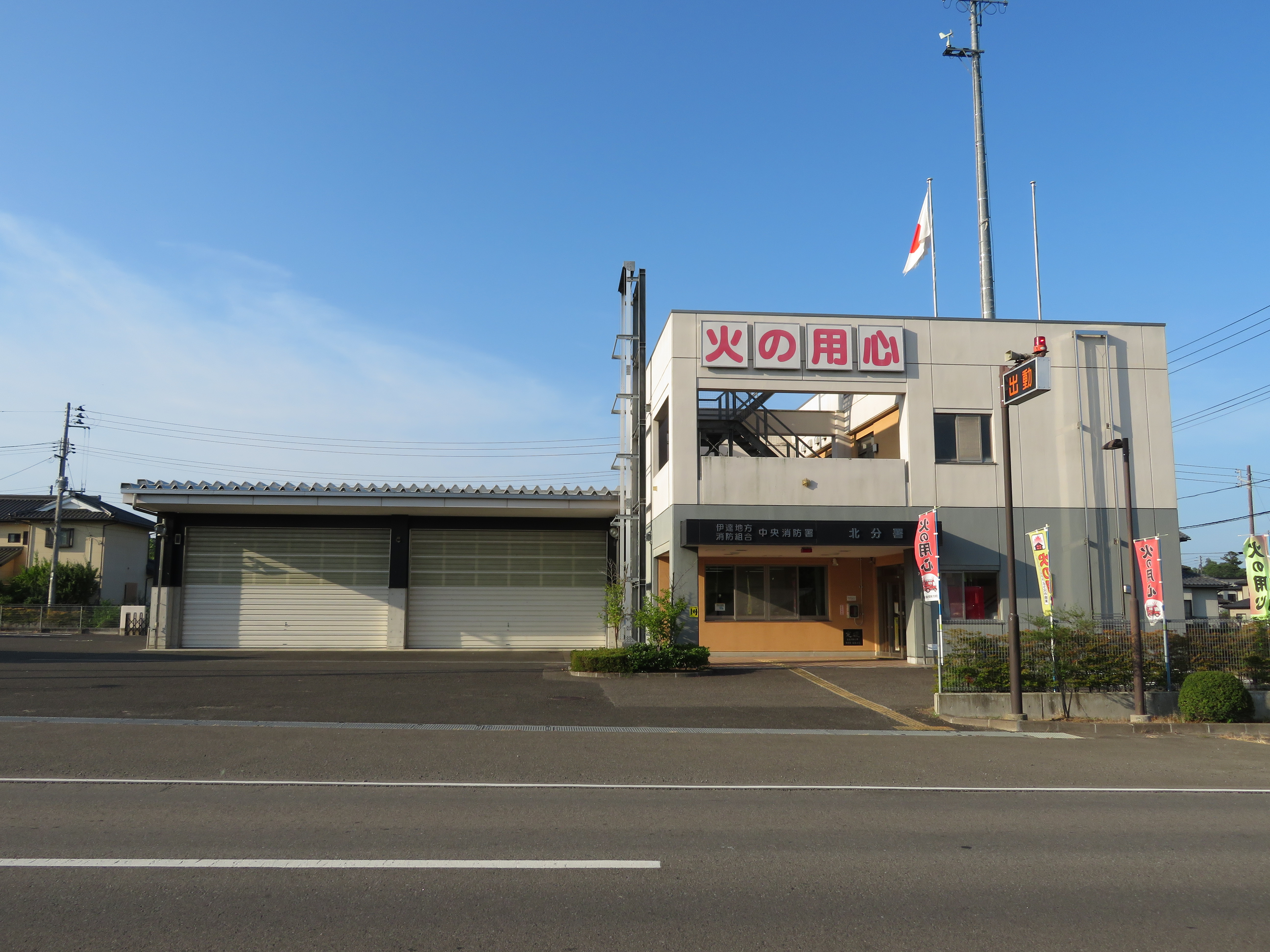
中央消防署北分署

## 車両
令和5年4月1日現在
|                        | 消防本部                | 中央消防署 | 東分署 | 西分署 | 南分署 | 北分署 | 合計 |
| ---------------------- | ----------------------- | ---------- | ------ | ------ | ------ | ------ | ---- |
| 消防ポンプ自動車       |                         | 1          | 1      | 2      | 1      | 1      | 6    |
| 化学消防ポンプ自動車   |                         |            |        | 1      |        |        | 1    |
| 水槽付消防ポンプ自動車 |                         | 1          | 1      |        | 1      | 1      | 4    |
| 小型動力ポンプ付水槽車 |                         |            |        |        | 1      |        | 1    |
| 救助工作車             |                         | 1（Ⅱ型）   |        |        |        |        | 1    |
| はしご付消防自動車     |                         | 1（24m）   |        |        |        |        | 1    |
| 資機材搬送車           |                         | 1          |        |        |        |        | 1    |
| 救急自動車             |                         | 2          | 1      | 2      | 2      | 1      | 8    |
| 指揮・照明車           |                         | 1          |        |        |        |        | 1    |
| 広報連絡車             |                         | 1          | 1      | 1      | 1      | 1      | 5    |
| 司令車                 | 1                       |            |        |        |        |        | 1    |
| 査察車                 | 1                       |            |        |        |        |        | 1    |
| 人員資機材搬送車       | 1（15人乗） 1（24人乗） |            |        |        |        |        | 2    |
| 事務連絡車             | 1                       |            |        |        |        |        | 1    |
| 防火広報車             | 1                       |            |        |        |        |        | 1    |

## 消防団

### 機材
- 消防ポンプ自動車：30
- 水槽付消防ポンプ自動車：1
- 小型動力ポンプ：100
- 小型動力ポンプ積載車：125